# 周雪梅
周雪梅（英語：Fiona Chau Suet-mui，1967年10月31日—），香港公務員，現任香港駐倫敦經濟貿易辦事處處長。他在1989年9月加入港英政府，獲布政司署工商司聘任為二級助理貿易主任。她在2003年時於工業貿易署任職，曾負責支援落實《內地與港澳關於建立更緊密經貿關係的安排》的工作，包括審批香港服務供應商證書，以及推廣珠江三角洲经济区一體化。及後，她更曾獲調派至香港駐華盛頓經濟貿易辦事處及香港特別行政區政府駐北京辦事處，至2010年年中與曾國衞一同任滿從北京返港。她在返港後隨即獲調離貿易工作，改於財經事務及庫務局擔任助理秘書長。她在財庫局升任首席助理秘書長，任內曾聯同運輸及房屋局處理額外印花稅的爭議。她在2014年轉任政務職系，及後調任食物及衞生局首席助理秘書長，曾策劃香港中醫醫院的籌備工作等。她於2017年再度外放至香港駐布魯塞爾經濟貿易辦事處出任副代表，除透過宣傳一带一路倡議及盛事經濟等鼓勵外商投資香港外，亦有推廣香港文學、廣府舞獅及香港電影等。她在2022年返港出任發展局首席助理秘書長，負責市區更新政策，及後更兼任強拍條例小業主專責辦事處總監。她在2025年3月17日起出任香港駐倫敦經濟貿易辦事處處長，接替羅莘桉。